# Кръстьо Манчев
Кръстьо Геров Манчев е български учен, професор по история, балканист.

## Биография
Роден е на 27 септември 1926 година в село Верзар, Царибродско, Западни покрайнини. Емигрира след разрива между Тито и Сталин през 1949 година от Югославия в България. Няколко години наред работи в Димитровград като бригадир, тогава убеден комунист и антититовист. Завършва история в Софийския университет. Специализира в ГДР и СССР. Впоследствие работи като учител по история в Симеоновград и като научен сътрудник в Института за балканистика при БАН. Автор е на редица книги за историята на балканските народи.

## Творчество
- История на балканските народи. Том 1 (1352–1878), изд. Парадигма, 2013 год.
- Кървавият край на Югославия, изд. Парадигма, 2009 год. ISBN: 9789543261017 - По случай представянето на тази книга авторът дава интервю за пресата на 13 ноември 2009 г.[2] В интервюто професорът изказва следните становища:
  - В тогавашната Република Македония мнозинството са македонци.
  - При Баташкото клане Макгахан е преувеличил бройката на жертвите – изклани са били около 5000 души.
  - В Османската империя е имало религиозна толерантност и не е било допустимо мюсюлманин да влиза в християнска църква.
  - Турско робство е неточен израз. Роб е този, който е собственост на някого. В Османската империя такова нещо не е имало.
  - Османската империя сме я възприели според тогавашната пропаганда, която са развивали нашите възрожденци, а ние сме взели това за чиста монета.

Някои изказани от учения становища са критикувани от националистически позиции.
Умира на 28 януари 2019 година и е погребан в Централните софийски гробища.